# Пинсингуаньское сражение
Пинсингуаньское сражение, также называемое в КНР Великой победой при Пинсингуане (кит. упр. 平型关大捷, пиньинь Píngxíng Guān Dàjié), — битва между 8-й армией Коммунистической партии Китая и подразделениями императорской японской армии 25 сентября 1937 года. Закончилось незначительной, но имевшей большое моральное значение, победой, в результате которой 8-я армия захватила военное имущество японцев и разгромила японскую бригаду.

## Предыстория
После взятия Бэйпина (Пекина) в конце июля 1937 года, японские войска начали продвижение вдоль железной дороги Бэйпин-Суйюань в направлении Внутренней Монголии. Обнаружив это, Чан Кайши назначил милитариста Янь Сишаня «Главным умиротворителем Тайюани». В теории Яню подчинялись все китайские вооружённые силы на этом театре военных действий, включая 115-ю дивизию Линь Бяо из коммунистической 8-й армии, войска Лю Жумина, а также контингенты Центральной армии Чан Кайши. В реальности же все указанные силы действовали независимо от местных войск Яня.
Японские силы, состоявшие в основном из 5-й дивизии и 11-й отдельной смешанной бригады, выйдя из Бэйпина двинулись на Хуайли в провинции Чахар. Японская колонна быстро достигла провинции Шаньси, используя железную дорогу, которую китайцы даже не попытались разрушить. 13 сентября китайские войска оставили Датун, отойдя на линию, идущую от прохода Яньмэнгуань в Великой стене на восток к горному проходу Пинсингуань. Войска Янь Сишаня ещё больше пали духом, когда японские силы стали использовать своё господство в воздухе.
Основные силы японской 5-й дивизии под командованием Сэйсиро Итагаки двинулись из Хуайли в северо-восточную часть провинции Шаньси. Несмотря на наличие автотранспорта, их продвижение замедлялось из-за плохого состояния дорог. К тому времени, когда они достигли границы провинции Шаньси, 115-я дивизия Линь Бяо после форсированного марша из провинции Шэньси 24 сентября заняла Пинсингуань в готовности к неожиданной атаке японских войск.

## Ход сражения
Пинсингуаньский проход — это узкое дефиле в лёссовой почве, из которого нет выхода на протяжении нескольких километров (кроме как по самой дороге). Дивизия Линь Бяо смогла поймать в засаду две основные колонны снабжения японцев и практически полностью уничтожить их.
25 сентября 21-я бригада японской 5-й дивизии, находящаяся в Линцю, получила от 21-го полка информацию, что он срочно нуждается в снабжении из-за похолодания. Колонна снабжения 21-го полка, состоявшая из 70 телег с 50 лошадьми, нагруженных одеждой, едой и амуницией, отправилась на запад через Пинсингуань. Около 10 часов вечера колонна проходила через дефиле, где стены с обеих сторон поднимались более чем на 10 метров; она направлялась к находящемуся в 3 километрах далее местечку Цайцзяюй. В это же время японская моторизированная колонна снабжения из 80 грузовиков покинула Гуаньгоу и направилась на восток. Обе эти колонны после 10 часов попали в засаду, организованную 115-й дивизией, и были практически полностью уничтожены. Попытка 3-го батальона 21-го полка прийти на помощь была отбита китайскими войсками и стоила 100 человек. Войска Линь Бяо покинули поле боя, позволив японцам попасть к месту засады, лишь 28 сентября.
Японцы потеряли убитыми и пленными около 3000 человек, потери китайской стороны составили 500 человек. Китайцам досталось всё находившееся в обеих колоннах имущество.

## Значение
Гоминьдановская официальная история японо-китайской войны упоминает об этом эпизоде лишь одним предложением, ничего не говоря о коммунистах. С другой стороны, литература коммунистов описывает Пинсингуаньское сражение как типичный пример партизанской тактики, соответствующей концепции партизанской войны Мао Цзэдуна. В пропагандистских целях японские потери сильно преувеличивались. Однако японской стороной поражение под Пинсингуанем, как и под Тайэрчжуаном, объяснялось тем, что у японских офицеров наступило «головокружение от успехов»: после ряда лёгких побед они стали пренебрегать элементарными мерами предосторожности. В любом случае эта победа вызвала у китайцев подъём, и придала коммунистам популярности. Битва постоянно приводилась коммунистами в качестве примера того, как они сражались с японскими оккупантами.